# Riot on an Empty Street
Riot on an Empty Street è il secondo album pubblicato dai Kings of Convenience, uscito il 21 giugno 2004.
I Kings of Convenience tornano al successo dopo 3 anni di assenza con quest'album. Il lungo soggiorno a Berlino del chitarrista Erlend Øye ha portato il gruppo ad una nuova maturità artistica rispetto agli album precedenti: accanto alle consuete chitarre acustiche, c'è una forte presenza di pianoforte e archi, che creano una maggiore varietà nel già curatissimo suono. Riot on an Empty Street ripropone tra le altre canzoni Surprise Ice, una traccia del primo album, Kings of Convenience, rivisitata.

## Tracce
1. Homesick – 3:14 (Eirik Glambek Bøe, Erlend Øye)
2. Misread – 3:09 (Erlend Øye)
3. Cayman Islands – 3:03 (Erlend Øye, Eirik Glambek Boe)
4. Stay out of Trouble – 5:04 (Erlend Øye, Eirik Glambek Boe)
5. Know-how – 3:09 (Eirik Glambek Boe, Erlend Øye)
6. Sorry or Please – 3:48 (Eirik Glambek Boe, Erlend Øye)
7. Love Is No Big Truth – 3:49 (Erlend Øye, Eirik Glambek Boe)
8. I'd Rather Dance with You – 3:29 (Erlend Øye)
9. Live Long – 2:58 (Erlend Øye, Eirik Glambek Boe)
10. Surprise Ice – 4:24 (Eirik Glambek Boe, Erlend Øye)
11. Gold in the Air of Summer – 3:34 (Eirik Glambek Boe, Erlend Øye)
12. The Build-up – 4:07 (Erlend Øye, Eirik Glambek Boe)

## Formazione
- Erlend Øye: chitarra elettrica e acustica, pianoforte, batterista/percussionista, voce di supporto;
- Eirik Glambek Bøe: Voce, chitarra elettrica e acustica, batterista, pianoforte.